# کریس ترسو
کریس ترسو (انگلیسی: Chris Coward؛ زادهٔ ۲۳ ژوئیهٔ ۱۹۸۹) بازیکن فوتبال اهل بریتانیا است.
از باشگاه‌هایی که در آن بازی کرده‌است می‌توان به باشگاه فوتبال اشتون یونایتد، باشگاه فوتبال نورتویچ ویکتوریا، باشگاه فوتبال استوک‌پورت کانتی، و باشگاه فوتبال هاید اشاره کرد.